# Oryba
Genre
Le genre Oryba regroupe des insectes lépidoptères de la famille des Sphingidae, de la sous-famille des Macroglossinae, et de la tribu des Dilophonotini.

## Systématique
- Le genre Oryba a été décrit par l'entomologiste britannique Francis Walker en 1856[1].
- L'espèce type est Oryba robusta Walker, 1856

### Liste des espèces
- Oryba achemenides (Cramer, 1779)
- Oryba kadeni (Schaufuss, 1870)

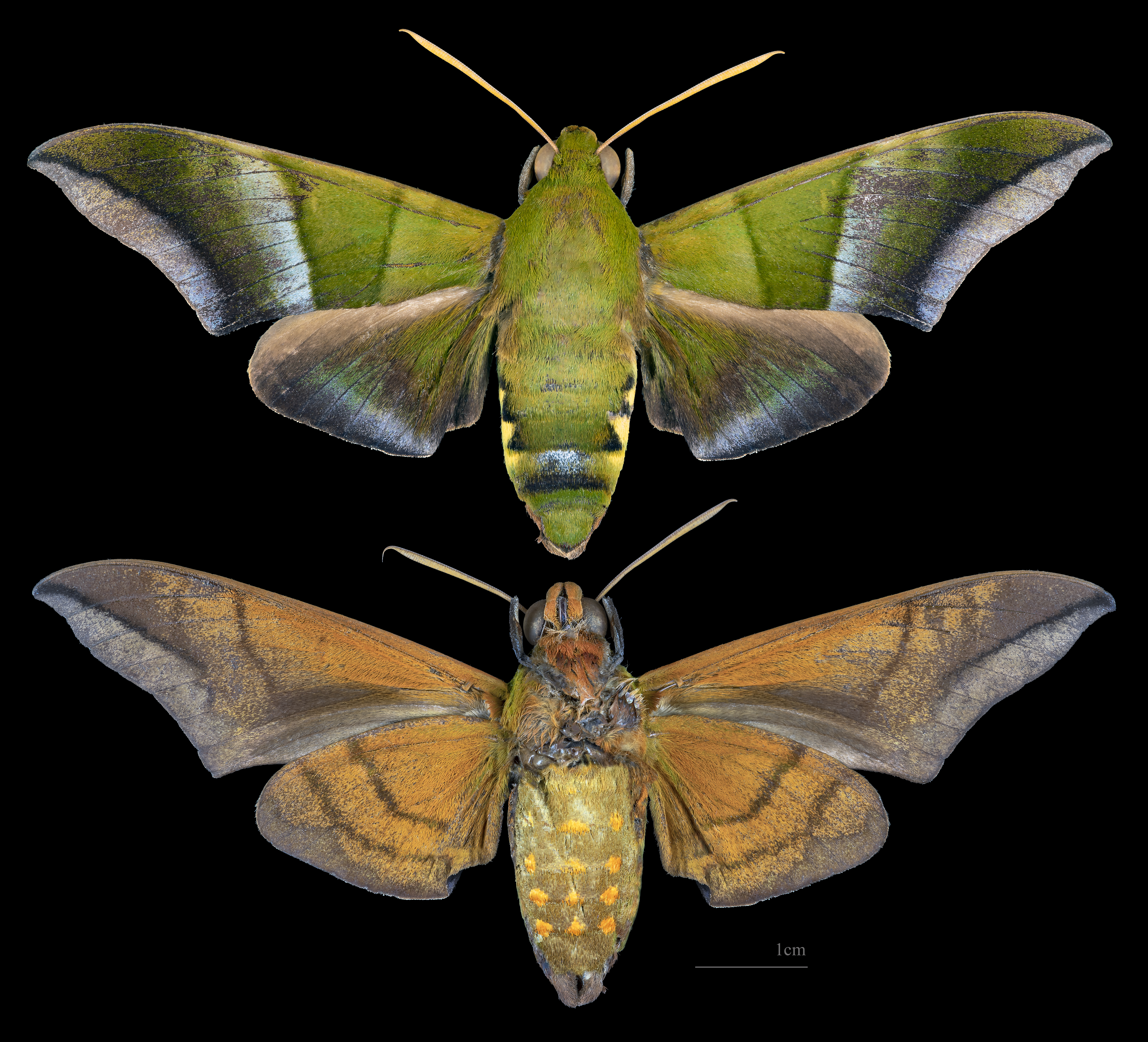
Oryba achemenides
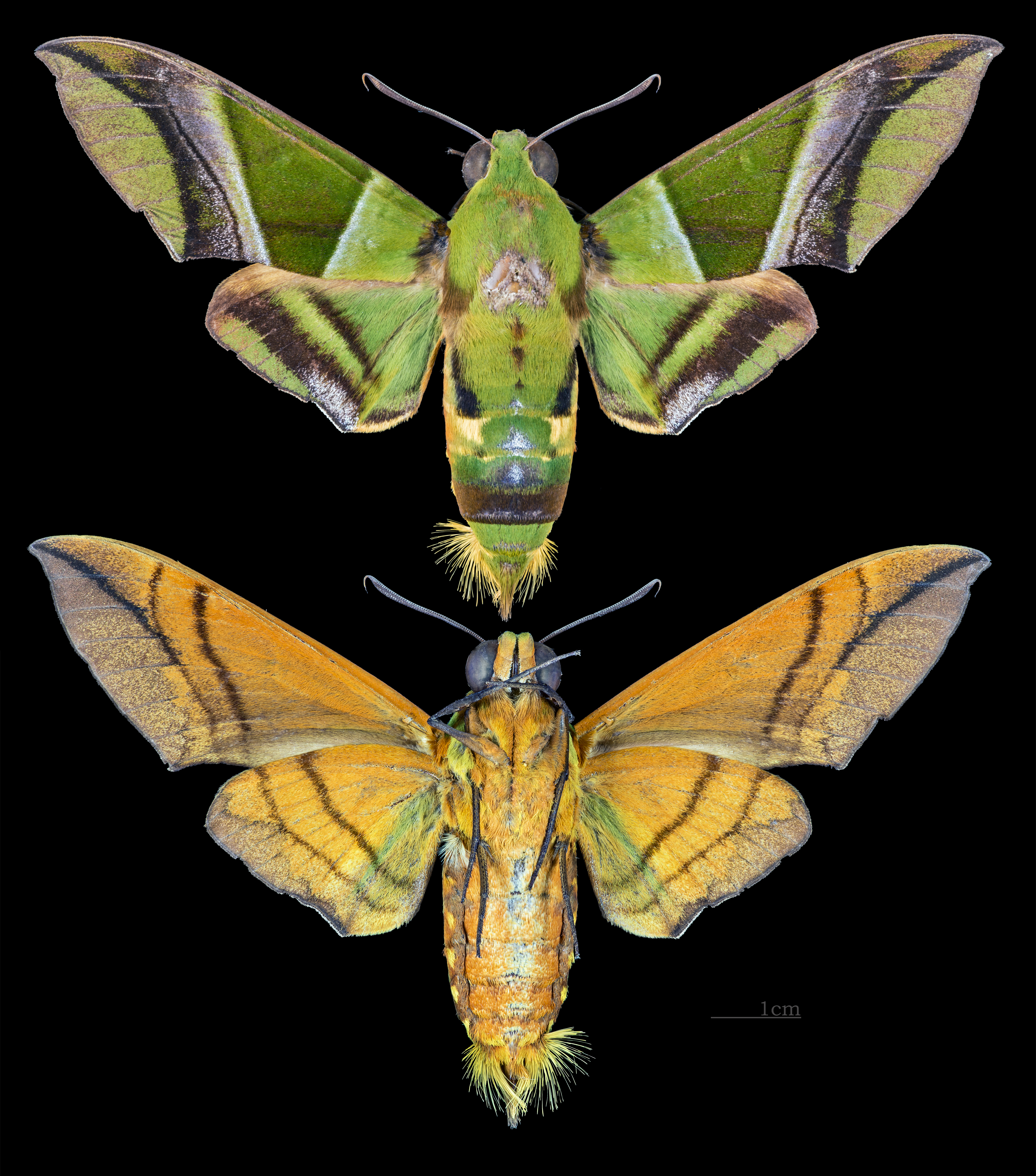
Oryba kadeni